# Liotryphon coracinus
Liotryphon coracinus là một loài tò vò trong họ Ichneumonidae.